# Болдырево (Оренбургская область)
Болдырево— село в Ташлинском районе Оренбургской области, административный центр Болдыревского сельсовета.

## География
Располагается на расстоянии примерно 6 километров на юг от районного центра села Ташла.

## История
Название села связано с наименованием усадьбы казака Болдырева на берегу реки Иртек в дореволюционные времена.

## Население
| 2010 |
| ---- |
| 445  |

Постоянное население составляло 558 человек в 2002 году (русские 92 %), 445 в 2010 году.